# Impatiens mandrarensis
Impatiens mandrarensis är en balsaminväxtart som beskrevs av Fischer och Rahelivololona. Impatiens mandrarensis ingår i släktet balsaminer, och familjen balsaminväxter. Inga underarter finns listade i Catalogue of Life.